# Koźlica
Koźlica (do 1965 Koźlica Igołomska) – wieś w Polsce położona w województwie małopolskim, w powiecie krakowskim, w gminie Igołomia-Wawrzeńczyce.
W latach 1975–1998 miejscowość administracyjnie należała do województwa krakowskiego.

Integralne części miejscowości: Koźlica Igołomska, Koźlica Tropiszowska, Koźlica Węgrzynowska.